# Bomicht
Bomicht (lb. Bomecht) – mała miejscowość (lieu-dit) w południowo-zachodnim Luksemburgu, w gminie Käerjeng, w kantonie Capellen. Do 3 października 2015 leżała w dystrykcie Luksemburg.